# Lake County, Michigan
Lake County är ett administrativt område i delstaten Michigan, USA. År 2010 hade countyt 11 539 invånare. Den administrativa huvudorten (county seat) är Baldwin.

## Geografi
Enligt United States Census Bureau har countyt en total area på 1 488 km². 1 469 km² av den arean är land och 19 km² är vatten.

### Angränsande countyn
- Manistee County - nordväst
- Wexford County - nordost
- Osceola County - öst
- Newaygo County - syd
- Mason County - väst

### Orter
- Baldwin (huvudort)
- Luther